# الکس کامپانا
الکس کامپانا (انگلیسی: Alex Campana؛ زادهٔ ۱۱ اکتبر ۱۹۸۸) بازیکن فوتبال اهل بریتانیا است.
از باشگاه‌هایی که در آن بازی کرده‌است می‌توان به باشگاه فوتبال ویلدستون، باشگاه فوتبال ویونهوئه تاون، باشگاه فوتبال تاروک، باشگاه فوتبال همل همپستید تاون، باشگاه فوتبال کینگز لانگلی، باشگاه فوتبال برکهمستد، باشگاه فوتبال اینفیلد تاون، باشگاه فوتبال واتفورد، و باشگاه فوتبال گرایس اتلتیک اشاره کرد.